# Prêmio Vannevar Bush
O Conselho Nacional de Ciência instituiu o Prêmio Vannevar Bush em 1980, em memória a Vannevar Bush, por sua contribuição destacada ao serviço público. O prêmio anual reconhece a atividade de um indivíduo, mediante seu serviço em ciência e tecnologia, com contribuições notáveis para o bem estar da humanidade e da nação. O laureado recebe uma medalha de bronze.
Vannevar Bush foi um cientista proeminente, conselheiro de presidentes, e personagem fundamental no estabelecimento da Fundação Nacional da Ciência. Em 1945,a pedido do presidente Franklin Delano Roosevelt, ele recomendou que uma fundação fosse estabelecida pelo Congresso, a fim de ser um ponto focal para o suporte do Governo federal e encorajamento para ba pesquisa e educação em ciência e tecnologia, bem como para o desenvolvimento de uma política nacional de ciências. A legislação criando a Fundação Nacional da Ciência foi assinada pelo presidente Harry Truman em 10 de maio de 1950.

## Laureados[1]
- 1980 - James Rhyne Killian
- 1981 - William Oliver Baker
- 1982 - Lee Alvin DuBridge
- 1983 - Frederick Seitz
- 1984 - Roger Revelle
- 1985 - Hans Bethe
- 1986 - Isidor Isaac Rabi
- 1987 - David Packard
- 1988 - Glenn Theodore Seaborg
- 1989 - Linus Pauling
- 1990 - Não atribuído
- 1991 - James Van Allen
- 1992 - Jerome Wiesner
- 1993 - Norman Hackerman
- 1994 - Frank Press
- 1995 - Norman Foster Ramsey
- 1996 - Philip Abelson
- 1997 - Guyford Stever
- 1998 - Robert Michael White
- 1999 - Maxine Singer
- 2000 - Herbert York e Norman Ernest Borlaug
- 2001 - Harold Varmus e Lewis Branscomb
- 2002 - Erich Bloch
- 2003 - Richard Atkinson
- 2004 - Mary Lowe Good
- 2005 - Bob Galvin
- 2006 - Charles Hard Townes e Raj Reddy
- 2007 - Shirley Ann Jackson
- 2008 - Norman Ralph Augustine
- 2009 - Mildred Dresselhaus
- 2010 - Bruce M. Alberts
- 2011 - Charles M. Vest
- 2012 - Leon Max Lederman
- 2013 - Neal Francis Lane
- 2014 - Richard Alfred Tapia
- 2015 - Vinton Cerf
- 2016 - Vinton Cerf